# 1933
1933 (MCMXXXIII) var ett normalår som började en söndag i den gregorianska kalendern.

## Händelser

### Januari
- 1 januari – Svenske kuplettsångaren och revyartisten Ernst Rolf begravs, och gatorna i Stockholm kantas av över 60 000 personer [1]
- 3 januari
  - Japanska trupper ockuperar Shanghai.
  - USA drar tillbaka de soldater man 1926 skickade till Nicaragua.[2]
- 10 januari – Röda korset drar igång en kampanj för att hjälpa svältande svenska barn [3]
- 11 januari – Sveriges finansminister Ernst Wigforss vill i statsverkspropositionen höja de jämförelsevis låga svenska skatterna [4]
- 18 januari – Finlands Friidrottsförbund ställer in årets planerade friidrottslandskamp mellan Finland och Sverige på grund av dålig stämning mellan finländska och svenska friidrottare både på och utanför tävlingsbanorna de senaste åren.[5]
- 28 januari – Kurt von Schleicher avgår som Tysklands rikskansler [6].
- 30 januari
  - Tysklands president Paul von Hindenburg utnämner efter månadslångt politiskt intrigspel Adolf Hitler till tysk rikskansler [5] efter att ha bildat en "nationell" regering bestående av tysknationella och nationalsocialister.
  - 10 miljoner tyskar går arbetslösa [7].
- 31 januari – 15 miljoner går arbetslösa i USA [7].
- Januari – Sedan Sven-Olov Lindholm och hans anhängare uteslutits ur Sveriges Nationalsocialistiska Parti (SNSP) bildar de Nationalsocialistiska Arbetarepartiet (NSAP/SSS).

### Februari
- 1 februari – Tysklands riksdag upplöses, och nyval utlyses till 5 mars.[7]
- 2 februari – Systrarna Christine och Léa Papin, som arbetar som hembiträden i Le Mans, mördar sin arbetsgivares fru och dotter.
- 7 februari – Hermann Göring skickar ett hotfullt telegram till Göteborgs Handels- och Sjöfartstidning sedan Torgny Segerstedt skrivit en kritisk artikel om Adolf Hitler [1] den 3 februari.
- 22 februari – I USA förbättrar racerföraren Malcolm Campbell [5] sitt hastighetsrekord för bilar till 438,470 kilometer i timmen.[5]
- 24 februari – Riksförbundet för sexuell upplysning, RFSU, bildas vid ett möte i Stockholm på initiativ av Elise Ottesen-Jensen. De vill bland annat ha mer liberala abortlagar och ökad sexualundervisning i skolan.[4][1]

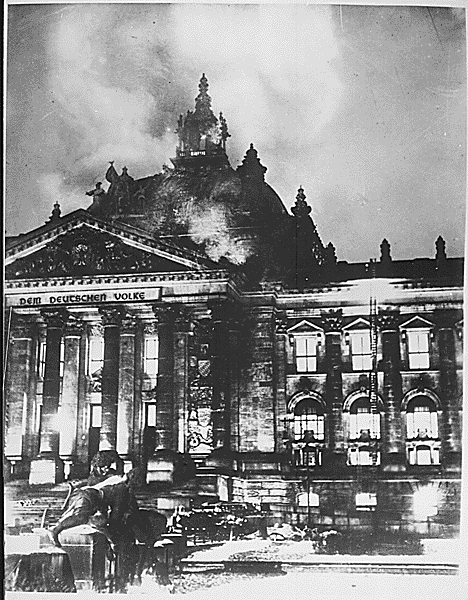
Riksdagshusbranden.

- 27 februari – Riksdagshuset i Berlin eldhärjas av oklara orsaker, vilket nazisterna använder för att inskränka de demokratiska fri- och rättigheterna.[5] Nederländaren Marinus van der Lubbe anklagas för dådet.[3]

### Mars

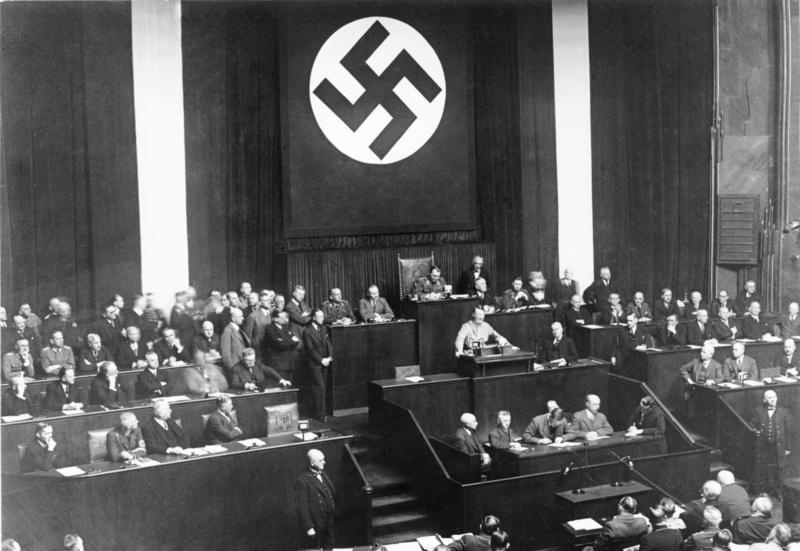
Fullmaktslagen

- 3 mars – 3 000 personer omkommer vid en jordbävning i Japan [8] Styrkan uppmäts till 8,4.
- 4 mars
  - USA:s president Franklin D. Roosevelt presenterar vid sin ämbetsinstallation, sitt program nya given för att bekämpa arbetslösheten [5].
  - Texasdemokraten John Nance Garner blir USA:s nye vicepresident efter Kansasrepublikanen Charles Curtis.
- 5 mars
  - NSDAP får 43,9 % av de avgivna rösterna vid riksdagsval i Tyskland.[7]
  - Den spanske dramatikern Federico García Lorca's Blodsbröllop publiceras för första gången.[3]
- 20 mars – Det första koncentrationslägret för politiska fångar i Tyskland öppnas. Det är lägret i Dachau strax norr om München.[5]
- 21 mars – Adolf Hitler och rikspresident Paul von Hindenburg närvarar vid den tyska riksdagens öppningsceremoni, den så kallade Potsdamdagen. Sammankomsten bojkottas av socialdemokraternas och kommunisternas ledamöter.
- 23 mars – Tyska riksdagen ger Adolf Hitler oinskränkt makt över Tyskland [5] i fyra år utan att riksdagen behöver blandas in.[7]
- 25 mars – Den svenska regeringen framlägger ett stort förslag till hur man skall kunna bekämpa den ekonomiska krisen. Man vill använda statsbudgeten som konjunkturutjämnare och balansera budgeten över en hel konjunkturcykel. Gunnar Myrdal ligger bakom förslaget.
- 27 mars – Japan går ur NF.[7]
- 28 mars – Attacker börjar på judar i Tyskland.[7]
- Mars – Den svenska arbetslösheten når sin kulmen med 189 225 arbetslösa.

### April

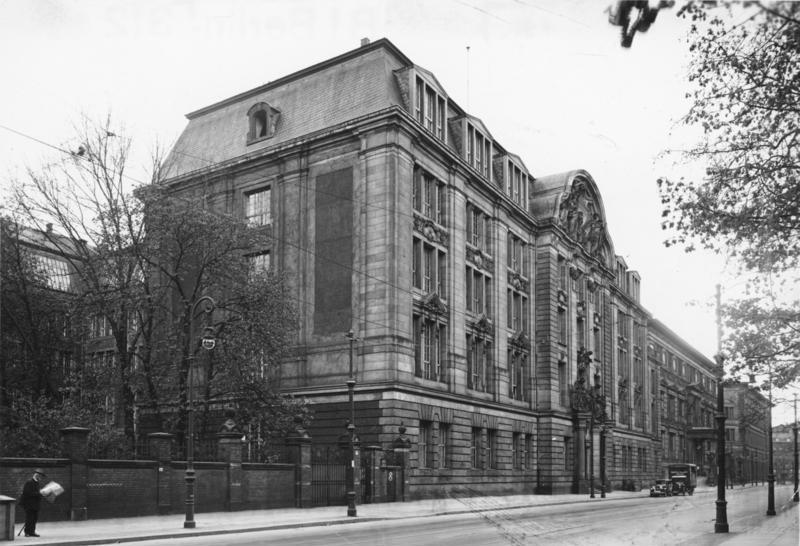
Gestapo

- 1 april – Nazisterna i Tyskland uppmuntrar till bojkott av judars butiker. Tyska medborgare av judisk härkomst blir förbjudna att inneha offentliga positioner.[5]
- 5 april – Internationella domstolen i Haag godkänner Danmarks suveränitet över östra Grönland och fördömer Norges ockupation. Norge rättar sig efter utslaget.[7].
- 18 april – De svenska byggnadsarbetarna går i strejk sedan arbetsgivarna sänkt lönerna. Konflikten varar till februari 1934 [4].
- 26 april – Gestapo etableras.
- 28 april – 600 personer deltar vid en luffarkonferens i uppländska Heby i arbetslöshetens spår [5].
- April
  - LO:s ledning ger ut cirkulär 807, vilket markerar starten för en upptrappad kamp mot kommunisterna i de svenska fackföreningarna.
  - Regeln att svenska poliser endast får ha batong på dagtid (instiftad 1930) hävs, varför de nu åter får använda sabel dygnet runt.

### Maj

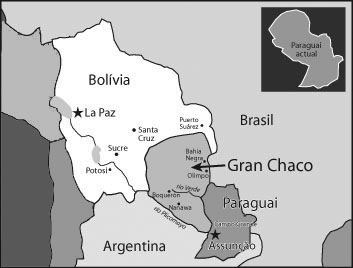
Chacokriget.

- 2 maj – Adolf Hitler förbjuder fackföreningar i Tyskland.
- 8 maj – Mahatma Gandhi inleder en hungerstrejk i Brittiska Indien för att tvinga fram förbättringar för de kastlösa ("oberörbara").
- 10 maj
  - Paraguay förklarar krig mot Bolivia.[7]
  - Nationalsocialisterna i Tyskland tänder ett bokbål i Berlin [5], där böcker av bland andra Heinrich Mann, Erich Maria Remarque, Karl Marx, Heinrich Heine, Ernst Bloch och Sigmund Freud bränns utanför operan.
  - Karl Gerhards uttalat antinazistiska revy Oss greker emellan har premiär på Folkan i Stockholm.[1]
- 17 maj – Vidkun Quisling, tidigare försvarsminister i den norska bonderegeringen, bildar Nasjonal Samling, Norges nazistparti tillsammans med Johan Bernhard Hjort.[5]
- 27 maj – Krisuppgörelsen "Kohandeln" träffas mellan Socialdemokraterna och Bondeförbundet för att göra upp om krispolitiken som får stöd i Sveriges riksdag.[4] Denna innebär, att SAP får igenom sitt krav på anslag till arbetslöshetens bekämpande, men inte obligatorisk arbetslöshetsförsäkring och avskaffande av Arbetslöshetskommissionen. Som motprestation måste SAP acceptera att en del offentliga arbeten (reservarbeten) betalas lägre än på den öppna arbetsmarknaden. Bondeförbundet får också igenom en margarinaccis och utbyggnad av den tidigare påbörjade jordbruksregleringen.

### Juni

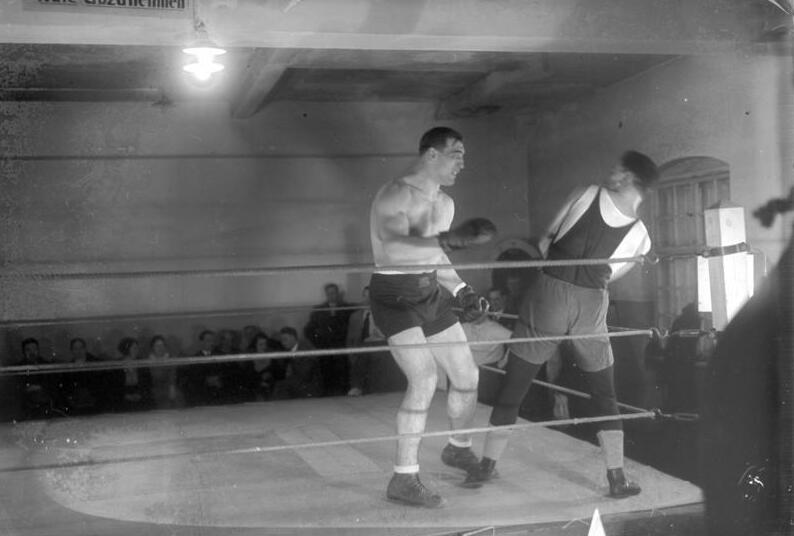
Primo Carnera

- 6 juni – 400 bilar får plats på världens första drive-in-biograf i New Jersey [3].
- 10 juni – Sveriges riksdag antar en lag om förbud mot politiska uniformer, vilka har börjat användas på senare tid, framförallt av nazisterna [5].
- 21 juni – Tyskland blir enpartistat [7].
- 29 juni – Primo Carnera, Italien slår Jack Sharkey, USA KO i 6:e rounden i New York under kampen om världsmästartiteln i tungviktsboxning [5].
- Sommaren
  - En avdelning av Nationalsocialistiska Tyska Arbetarpartiets Utlandsorganisation (NSDAP/AO) bildas i Stockholm.
  - Den svenska kronkursen knyts till det brittiska pundet.

### Juli

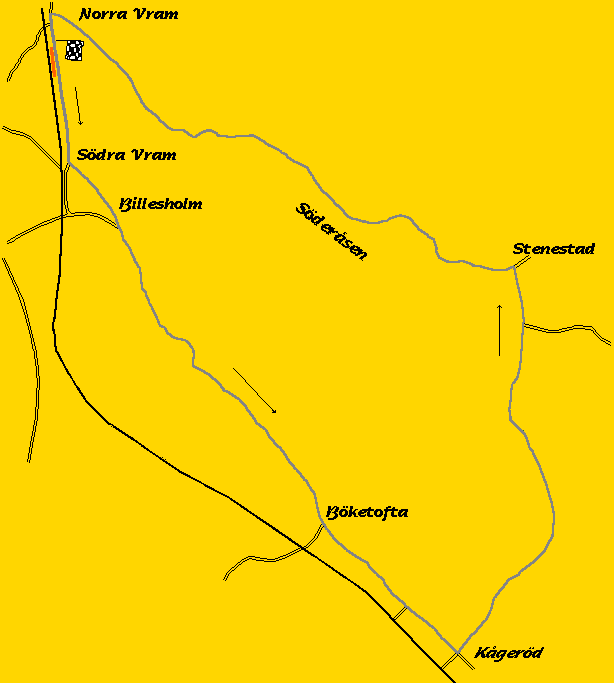
Vrams Grand Prix

- Juli – Svåra skogsbränder härjar i Sverige, där 40 000 tunnland förstörs i Dalarna och Norrland [9].
- 1 juli – Den första reguljära svenska inrikesflyglinjen öppnas mellan Stockholm och Visby [5]. Linjen blir succé och på tre veckor har över 600 passagerare åkt med [1].
- 7 juli – Sveriges socialminister Gustav Möller tillsätter en utredning om  hembiträdenas situation i Sverige, som är så gott helt oreglerad. Det finns 1933 cirka 50 000 hembiträden i Sverige [4], lantbruket undantaget. Hembiträdet Hanna Grönvall är sakkunnig.[10]
- 9 juli – Den högsta lufttemperaturen i Sverige, 38 grader, uppmäts i Ultuna [11].
- 14 juli – Samtliga partier med undantag av Nationalsocialistiska tyska arbetarepartiet förbjuds i Tyskland.
- 22 juli – Wiley Post landar i New York efter att ha genomfört den första soloflygningen världen runt.

### Augusti
- 3 augusti – LO ansluter sig till fackföreningsinternationalens bojkott av tyska varor.
- 6 augusti – Vrams Grand Prix, Sveriges första stora internationella Grand Prix-tävling för bilar, går av stapeln.
- 25 augusti – En jordbävning med styrkan 7,4 drabbar Kina. Cirka 10 000 människor omkommer.

### September
- 14 september – Den svenska flygplanskryssaren HMS Gotland sjösätts.
- 22 september – Joseph Goebbels bildar den kulturpolitiska institutionen Reichskulturkammer.
- 30 september
  - Arbetslösheten i Tyskland har sjunkit till 3 850 000 [7].
  - Tunneln mellan Slussen och Ringvägen i Stockholm invigs. Den trafikeras av spårvagnar och kan nu kallas tunnelbana [4]. Linjen binder samman Slussen och Skanstull, och efter Skanstull fortsätter resan ovan mark där man passerar Enskede, Svedmyra och Örby [1]. Linjen invigs av kung Gustaf V [3].

### Oktober
- Oktober – UICC, Internationella Cancerunionen, grundas vid en kongress i Madrid.
- 3 oktober – Fulgencio Batista tar makten i Kuba [7] och störtar president Gerardo Machado. USA skickar sin flotta, som dock inte landstiger.[2]
- 14 oktober – Tyskland lämnar nedrustningskonferensen i Genève och går ur NF. [5]
- 25 oktober – Amerikanske jazzartisten Louis Armstrong kommer på sitt första Stockholmsbesök, och uppträder för fulla hus på Auditorium med Hot Harlem Band.[1]
- 28 oktober – Arber i Palestina revolterar mot hög judisk invandringskvot.[7]
- 31 oktober – Kap Farväl (skriven av Harry Martinson) utkommer.

### November

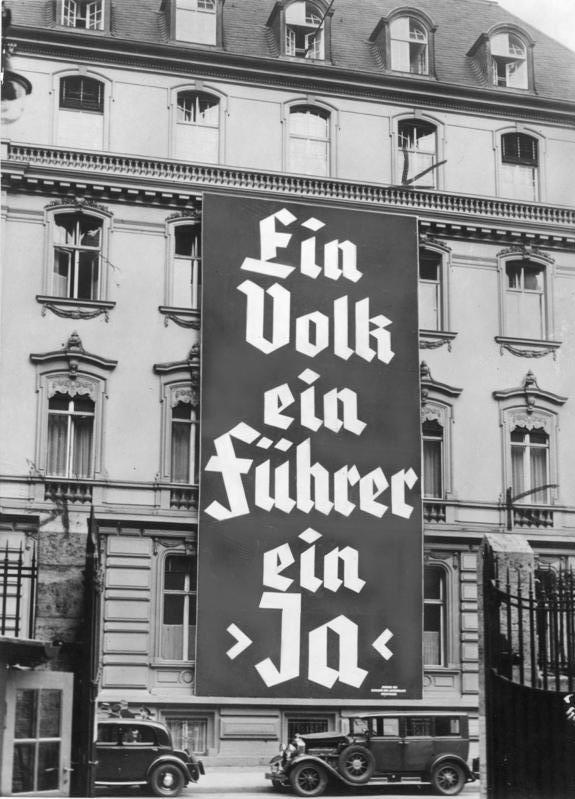
Jättelik valaffisch vid riksdagsvalen i Tyskland 1933: Ett folk, en ledare, ett ja.

- - November – Den svenska "statarskolan" slår igenom i svensk litteratur, Moa Martinson debuterar med romanen "Kvinnor och äppelträd" och Jan Fridegård med "En natt i juli" [5].
- 10 november – Ivar Lo-Johansson utger sin första statarroman Godnatt, jord [4].
- 12 november –  NSDAP får 92 % av rösterna vid riksdagsval i Tyskland, övriga valsedlar förklaras ogiltiga [7].
- 15 november – Joseph Goebbels öppnar Reichskulturkammer i närvaro av Hitler.
- 17 november – Sovjetunionen och USA upptar diplomatiska förbindelser [7].
- 20 november – Moa Martinsons debutroman Kvinnor och äppelträd utkommer [4].

### December
- 5 december
  - Alkoholförbudet i USA avvecklas.[5]
  - Den svenska justitiekanslern åtalar Populär Tidskrift för Sexuell Upplysning för dess "påträngande" löpsedlar.[4]
- 20 december Vapenstillestånd i kriget mellan Paraguay och Bolivia.[7]
- 24 december
  - Cirka 200 personer omkommer vid en tågkollision i Lagny, Frankrike.[12]
  - Vulkanen Shindake i Japan får ett utbrott och flera människor omkommer när lavamassor begraver flera byar.

### Okänt datum
- USA har 3 027 soldater i Kina [2].
- Den första munkaffären under Krispy Kremes namn invigs i Nashville.[13]
- Nationernas förbund bildar Advisory Committee of Experts on Slavery.
- Sverige inför nya undervisningsplaner för läroverken.
- Vid sin programrevision tar det svenska Bondeförbundet in uttalanden om rasskydd och rasbiologi.
- De svenska så kallade Stripadirektiven avskaffas.
- Svenska landsbygdens kvinnoförbund (SLKF), som står nära Bondeförbundet, bildas.
- En svensk lag mot rattfylleri antas.
- Den svenska insamlingen för landsflyktiga intellektuella bildas för att ta emot vetenskapsmän som flytt från Tyskland.
- Den första tampongen lanseras i Sverige.
- Den statligt reglerade svenska skjutstrafiken, där bönder måste ställa upp med häst och vagn för resande, avskaffas slutgiltigt, eftersom den har konkurrerats ut av bilar och tåg.
- Sveriges första vandrarhem öppnas i Gränna.
- Vilhelm Lundstedt motionerar till Sveriges riksdag om homosexualitetens avkriminalisering i Sverige [14]
- Tyskland inför tvångslagar om sterilisering [15].

## Födda

### Första kvartalet

#### Januari
- 3 januari – Long Boret, kambodjansk politiker.
- 16 januari – Susan Sontag, amerikansk författare.
- 17 januari – Dalida, fransk sångerska.
- 18 januari – Mats Dahlbäck, svensk skådespelare.
- 25 januari
  - Corazon Aquino, Filippinernas president 1986–1992.
  - Olof Frenzel, svensk skådespelare och perukmakare.
- 26 januari – Bengt "Fölet" Berndtsson, svensk fotbollsspelare.

#### Februari
- 5 februari – Jörn Donner, finlandssvensk författare, filmproducent och politiker.
- 8 februari – Anders Nyström, svensk skådespelare.
- 13 februari
  - Paul Biya, president i Kamerun.
  - Kim Novak, amerikansk skådespelare.
- 18 februari – Yoko Ono, amerikansk musiker, och konstnär.
- 19 februari – Gunnel Sporr, svensk skådespelare.
- 21 februari – Nina Simone, amerikansk blues- och soulsångerska.
- 25 februari – Jan Bjelkelöv, svensk skådespelare.
- 27 februari – Malcolm Wallop, amerikansk republikansk politiker, senator 1977–1995.

#### Mars
- 5 mars – Walter Kasper, tysk kardinal.
- 7 mars – Hannelore Kohl, Helmut Kohls hustru.
- 14 mars
  - Michael Caine, brittisk skådespelare.
  - Quincy Jones, amerikansk skivproducent, TV- och filmproducent, jazzmusiker och låtskrivare.
  - Anu Kaipainen, finländsk författare.
- 15 mars – Philippe de Broca, fransk regissör och manusförfattare.
- 30 mars
  - Braulio Castillo, puertoricansk-mexikansk skådespelare och producent.
  - George Morfogen, amerikansk skådespelare.

### Andra kvartalet

#### April
- 1 april – Dan Flavin, amerikansk konstnär, skulptör.
- 5 april – Frank Gorshin, amerikansk skådespelare.
- 9 april – Jean-Paul Belmondo, fransk skådespelare.
- 12 april
  - Olof Buckard, svensk satiriker och imitatör.
  - Montserrat Caballé, spansk sångerska, sopran.
- 13 april – Ben Nighthorse Campbell, amerikansk politiker.
- 18 april – Waldemar Bergendahl, svensk filmproducent och manusförfattare.
- 19 april – Jayne Mansfield, amerikansk skådespelare.
- 20 april – Birgitta Andersson, svensk skådespelare.
- 25 april – Per Gunnar Evander, svensk författare manusförfattare och regissör [4].
- 26 april – Ilkka Kuusisto, finländsk kompositör, dirigent och organist. (död 2025)
- 29 april – Willie Nelson, amerikansk sångare, låtskrivare och gitarrist.

#### Maj
- 2 maj – Lennart Kollberg, svensk skådespelare och TV-regissör.
- 3 maj – James Brown, amerikansk sångare, soul etc.
- 10 maj – Jean Becker, fransk regissör och skådespelare.
- 11 maj
  - Louis Farrakhan, amerikansk muslimsk ledare.
  - Ramon Sylvan, svensk tv-inspicient och skådespelare.
- 14 maj – Siân Phillips, brittisk skådespelare.
- 15 maj – Bertil Svensson, svens tv-producent och programledare.
- 18 maj – H.D. Deve Gowda, indisk politiker, regeringschef 1996-1997.
- 19 maj – Carl Billquist, svensk skådespelare.
- 21 maj – Ulf Björlin, svensk dirigent och tonsättare, arrangör av filmmusik.
- 23 maj
  - Joan Collins, brittisk skådespelare.
  - Ceija Stojka,  österrikisk författare och konstnär.
- 24 maj
  - Maj-Britt Lindholm, svensk skådespelare.
  - Bengt Martin, svensk författare.
- 26 maj – Edward Whittemore, amerikansk författare.

#### Juni
- 1 juni – Charles Nesbitt Wilson, amerikansk demokratisk politiker, kongressledamot 1973–1996.
- 3 juni – Ernst Günther, svensk skådespelare.
- 4 juni – Godfried Danneels, belgisk kardinal.
- 6 juni – Heinrich Rohrer, schweizisk fysiker, nobelpristagare.
- 9 juni – Don Young, amerikansk republikansk politiker, kongressledamot 1973–2022.
- 11 juni
  - Gene Wilder, amerikansk skådespelare, filmregissör och filmproducent.
  - Nils Lindberg, svensk pianist och kompositör.
- 12 juni – Eddie Adams, amerikansk fotograf.
- 17 juni – H. Guy Hunt, amerikansk republikansk politiker, guvernör i Alabama 1987–1993.
- 19 juni – Viktor Patsajev, rysk kosmonaut.
- 26 juni
  - Claudio Abbado, italiensk dirigent.
  - David Winnick, brittisk parlamentsledamot för Labour.

### Tredje kvartalet

#### Juli
- 3 juli – Kjell Jansson, svensk skådespelare.
- 7 juli – Jan Hemmel, svensk TV-regissör och TV-producent.
- 8 juli – Marty Feldman, brittisk-amerikansk skådespelare.
- 11 juli – Per Myrberg, svensk skådespelare och sångare.
- 12 juli – Donald E. Westlake, amerikansk deckarförfattare.
- 13 juli – Piero Manzoni, italiensk konstnär.
- 25 juli – Jovan Rajs, svensk läkare
- 29 juli – Lou Albano, amerikansk fribrottare och skådespelare
- 31 juli – Lars Lennart Forsberg, svensk regissör.

#### Augusti
- 1 augusti – Dom DeLuise, amerikansk skådespelare.
- 2 augusti – Tom Bell, brittisk skådespelare.
- 7 augusti – Elinor Ostrom, amerikansk statsvetare.
- 8 augusti – Tore Forsberg, svensk spion.
- 10 augusti – Doyle Brunson, amerikansk pokerspelare.
- 11 augusti – Jerry Falwell, amerikansk pastor och evangelist.
- 12 augusti – Anita Gradin, svensk politiker.
- 14 augusti – Erik Eriksson (filmare)
- 16 augusti – Stuart Roosa, amerikansk astronaut.
- 18 augusti – Roman Polański, polsk-amerikansk filmregissör.
- 20 augusti – George J. Mitchell, amerikansk demokratisk politiker och jurist.
- 21 augusti – Gurie Nordwall, svensk skådespelare.
- 23 augusti – Robert Curl, amerikansk kemist, nobelpristagare.
- 25 augusti
  - Rune Gustafsson, svensk kompositör och gitarrist.
  - Tom Skerritt, amerikansk skådespelare.
- 26 augusti – Catherine Berg, svensk skådespelare.
- 27 augusti – Kerstin Ekman, svensk författare, akademiledamot.
- 30 augusti – Hugo Stenbeck Jr, svensk advokat och företagsledare.

#### September
- 1 september – Håkan Serner, svensk skådespelare.
- 2 september – Mathieu Kérékou, Benins president.
- 4 september – Ola Nyberg, finlandssvensk illustratör.
- 13 september – Seikko Eskola, finsk historiker och samhällsdebattör.
- 14 september – Hillevi Rombin, var Fröken Sverige och Miss Universum 1955.
- 17 september – Chuck Grassley, amerikansk republikansk politiker, senator 1981-.
- 19 september
  - Ingrid Jonker, sydafrikansk författare.
  - David McCallum, skotskfödd amerikansk skådespelare.
- 28 september – Joe Benton, brittisk parlamentsledamot för Labour.
- 29 september – Samora Machel, Mocambiques första president.

### Fjärde kvartalet

#### Oktober
- 9 oktober – Lill Larsson, svensk skådespelare.
- 14 oktober – Gunnel Nilsson, svensk sångerska och skådespelare.
- 22 oktober – William Anders, amerikansk astronaut.
- 28 oktober – Garrincha, brasiliansk fotbollsspelare.

#### November
- 1 november – Bengt Andersson, svensk balettdansör.
- 3 november
  - John Barry, brittisk filmmusikkompositör.
  - Louis Wade Sullivan, amerikansk republikansk politiker, USA:s hälsominister 1989–1993.
  - Michael Dukakis, amerikansk politiker, guvernör i Massachusetts
- 10 november – Ronald E. Evans, amerikansk astronaut.
- 12 november
  - Bruno Sacco, italiensk designer.
  - Diane Watson, amerikansk demokratisk politiker och diplomat, kongressledamot 2001–2011.
- 14 november – Fred W. Haise, amerikansk astronaut.
- 17 november – Roland Hedlund, svensk skådespelare.
- 19 november – Larry King, amerikansk journalist, talkshow-ikon.
- 20 november – Per Wästberg, svensk författare och tidningsman [4].
- 21 november – Henry Hartsfield, amerikansk astronaut.
- 23 november – Krzysztof Penderecki, polsk tonsättare.
- 25 november – Alan Arnell, brittisk fotbollsspelare.
- 28 november – Joe Knollenberg, amerikansk republikansk politiker.
- 29 november
  - John Mayall, bluesmusiker.
  - James Rosenquist, amerikansk målare.

#### December
- 2 december – Kent Andersson, svensk skådespelare och revyförfattare.
- 3 december – Paul J. Crutzen, nederländsk kemist. Nobelpristagare.
- 7 december – Anna Christina Ulfsparre, svensk arkivarie och professor.
- 20 december
  - Jean Carnahan, amerikansk demokratisk politiker, senator 2001–2002.
  - Bo Hansson, svensk journalist och TV-programledare.
- 23 december – Akihito, Japans kejsare.
- 24 december – Eva Engström, svensk skådespelare, regissör, manusförfattare och författare.

## Avlidna

### Första kvartalet

#### Januari
- 5 januari – Calvin Coolidge, 60, amerikansk politiker, USA:s president 1923–1929.
- 26 januari – Rafael Ramstedt, 44, finländsk sångare.
- 29 januari – Sara Teasdale, 48, amerikansk poet och kulturpersonlighet.
- 30 januari – Hans Maikowski, 24, tysk SA-medlem.
- 31 januari – John Galsworthy, 65, brittisk författare, nobelpristagare.

#### Februari
- 7 februari – Albert Apponyi, 86, ungersk aristokrat och politiker.
- 12 februari – Ernst von der Recke, 85, dansk författare.
- 16 februari
  - Spottiswoode Aitken, 64, amerikansk skådespelare.
  - Carl Gunderson, 68, amerikansk republikansk politiker, guvernör i South Dakota 1925–1927.
- 26 februari – Thomas Watt Gregory, 71, amerikansk demokratisk politiker, USA:s justitieminister 1914–1919.

#### Mars
- 2 mars – Thomas J. Walsh, 73, amerikansk demokratisk politiker, senator 1913–1933.
- 21 mars
  - Paulette Duvernet, 23, fransk skådespelare.
  - Victor Hutinel, 83, fransk läkare.
- 22 mars – Uuno Kailas, 31, finländsk författare.
- 26 mars – Eddie Lang, 30, amerikansk jazzgitarrist.
- 30 mars – Filip Månsson, 69, svensk konstnär.

### Andra kvartalet

#### April
- 12 april – Adelbert Ames, 97, amerikansk general och republikansk politiker, guvernör i Mississippi 1868–1870 och 1874–1876.
- 29 april – Clay Stone Briggs, 57, amerikansk demokratisk politiker, kongressledamot 1919–1933.

#### Maj
- 8 maj – Magnus Schjerfbeck, 72, finländsk arkitekt.

#### Juni
- 29 juni – Fatty Arbuckle, 46, amerikansk stumfilmsskådespelare.

### Tredje kvartalet

#### Juli
- 17 juli – Anders Buen, 69, norsk socialdemokratisk politiker.
- 19 juli – Edwin S. Johnson, 76, amerikansk demokratisk politiker, senator 1915–1921.
- 31 juli – Karl C. Schuyler, 56, amerikansk republikansk politiker, senator 1932–1933.

#### Augusti
- 8 augusti – Adolf Loos, 62, österrikisk arkitekt och kulturkritiker.
- 23 augusti – Henning Elmquist, 61, svensk ämbetsman och socialpolitiker.
- 31 augusti – Theodor Lessing, 61, tysk filosof.

#### September
- 9 september – William Squire Kenyon, 64, amerikansk republikansk politiker och jurist, senator 1911–1922.
- 25 september – Paul Ehrenfest, 53, österrikisk fysiker.

### Fjärde kvartalet

#### Oktober
- 18 oktober – Helmi Biese, 66, finländsk konstnär.

#### November
- 3 november – John B. Kendrick, 76, amerikansk demokratisk politiker, senator 1917–1933.
- 30 november – Arthur Currie, 57, kanadensisk militär.

#### December
- 1 december – Pekka Halonen, 68, finländsk konstnär.
- 4 december – Stefan George, 65, tysk poet.
- 28 december – Henry F. Lippitt, 77, amerikansk republikansk politiker och affärsman, senator 1911–1917.

## Nobelpris[16]
- Fysik
  - Erwin Schrödinger, Österrike
  - Paul Dirac, Storbritannien
- Kemi – Inget pris utdelades
- Medicin – Thomas H. Morgan, USA
- Litteratur – Ivan Bunin, Frankrike, statslös
- Fred – Sir Norman Angell, Storbritannien

### Fotnoter
1. 1 2 3 4 5 6 7  Sverige 1900-talet – 1933, NE, Bra Böcker, 2000.
2. 1 2 3  ”USA:s militära insatser i utlandet”. Arkiverad från originalet den 9 december 2013. https://web.archive.org/web/20131209174005/http://www.history.navy.mil/library/online/forces.htm. Läst 31 januari 2011.
3. 1 2 3 4 5  100 år med Aftonbladet – 1933, 1999.
4. 1 2 3 4 5 6 7 8 9 10 11  Hundra år i Sverige – 1933, Hans Dahlberg, Albert Bonniers, 1999.
5. 1 2 3 4 5 6 7 8 9 10 11 12 13 14 15 16 17 18  20:e århundrades När Var Hur – 1933, Bernt Himmelstedt, Forum, 1999.
6. ↑  Faktakalendern 2000 – 1933 (Utlandet), Semic 1999
7. 1 2 3 4 5 6 7 8 9 10 11 12 13 14 15 16  Faktakalendern 2000 – 1933 (Utlandet) , Semic, 1999
8. ↑  Faktakalendern 2006, Semic, 2005.
9. ↑  Faktakalendern 1997, Semic, 1996
10. ↑  Stig Hadenius/Torbjörn Nilsson, Gunnar Åselius, Sveriges historia - vad varje svensk bör veta, 1905-1995 (sidan 389), Bonnier Alba 1996.
11. ↑  Sverige 1900-talet – Varmare men från ett kallt utgångsläge, NE, Bra Böcker, 2000
12. ↑  Faktakalendern 1996, Semic, 1995
13. ↑  ”First Krispy Kreme doughnut shop found home in Nashville”. The Tennessean. http://www.tennessean.com/article/20090718/COLUMNIST0102/907180302/1097/COLUMNIST.
14. ↑  Sverige 1900-talet – Är du likaberättigad, lilla vän?, NE, Bra Böcker, 2000
15. ↑  Sverige 1900-talet – Oönskade i folkhemmet, NE, Bra Böcker, 2000
16. ↑  ”Nobelpriset”. https://www.nobelprize.org/prizes/lists/all-nobel-prizes/. Läst 10 april 2011.